# Luisa de Guzmán
Luisa Maria Francisca de Guzmán y Sandoval (13. října 1613 – 27. února 1666) byla manželka portugalského krále Jana IV. a portugalskou královnou. Od roku 1656 byla portugalskou regentkou.

## Život
Luisa byla dcerou Manuela de Guzmán y Silva, 8. vévody z Mediny Sidonie a Juany Lorenzy Gomez de Sandoval y la Cerda. Její dědeček z otcovy strany byl Alonso Pérez de Guzmán y Sotomayor, 7. vévoda z Mediny Sidonie, zatímco její prababička z otcovy strany byla kněžna Ana de Mendoza y de Silva z Éboli. Prostřednictvím své matky byla také potomkem paní Izabely z Viseu, nemanželské dcery krále Ferdinanda I.
Za vévodu Jana z Braganzy se vdala v roce 1633. Ačkoliv byla původem Španělka, ambiciózní Luisa podporovala manželovu politiku během portugalské revoluce proti nadvládě habsburského Španělska. Je považována za hlavní sílu, která vedla Jana až k prohlášení portugalským králem v roce 1640.
Když se dozvěděla o neúspěšném pokusu o vraždu krále v roce 1641, zřejmě podpořila popravu šlechticů jako vévoda z Caminhy. V roce 1656, po smrti manžela, byla jmenována regentkou země za svého nedospělého syna Alfonse VI. Regentkou zůstala i poté, co Alfons dosáhl dospělosti, protože její syn byl psychicky labilní. Bránila nezávislost Portugalska a pevně ovládala dění v zemi, protože se obávala, že její syn toho není schopen.
Luise lze připsat hlavní podíl na vytvoření nové aliance s Anglií. Její dcera Kateřina se stala manželkou Karla II. Stuarta. Anglická podpora se při boji o portugalskou nezávislost ukázala jako významná.

## Potomci
- Teodósio (8. února 1634 – 13. května 1653), princ brazilský, vévoda z Braganzy, svobodný a bezdětný
- Anna (*/† 21. ledna 1635)
- Juana (18. září 1636 – 17. listopadu 1653), svobodná a bezdětná
- Kateřina (25. listopadu 1638 – 31. prosince 1705), ⚭ 1662 Karel II. Stuart (29. května 1630 – 6. února 1685), král Anglie, Skotska a Irska
- Manuel (*/† 6. září 1640)
- Alfons VI. Portugalský (21. srpna 1643 – 12. září 1683), král portugalský a algarve,
⚭ 1666 Marie Františka Isabela Savojská (21. června 1646 – 27. prosince 1683), sňatek anulován, Marie Františka se znovu provdává za Alfonsova mladšího bratra Petra
- Petr II. Portugalský (26. dubna 1648 – 9. prosince 1706); v letech 1675–1706 portugalský regent a král,
⚭ 1668 Marie Františka Isabela Savojská; bývalá manželka jeho staršího bratra Alfonse

## Vývod z předků
|                 |                                                         |  |                                                           |                                                                          |  |  |  |  |  |  |  | Juan Alfonso Pérez de Guzmán, 6th Duke of Medina Sidonia |
|                 |                                                         |  |                                                           |                                                                          |  |  |  |  |  |  |  |                                                          |
|                 | Juan Claros de Guzmán                                   |  |                                                           |                                                                          |  |  |  |  |  |  |  |                                                          |
|                 |                                                         |  |                                                           |                                                                          |  |  |  |  |  |  |  |                                                          |
|                 |                                                         |  |                                                           | Ana de Aragón y Gurrea                                                   |  |  |  |  |  |  |  |                                                          |
|                 |                                                         |  |                                                           |                                                                          |  |  |  |  |  |  |  |                                                          |
|                 | Alonso Pérez de Guzmán                                  |  |                                                           |                                                                          |  |  |  |  |  |  |  |                                                          |
|                 |                                                         |  |                                                           |                                                                          |  |  |  |  |  |  |  |                                                          |
|                 |                                                         |  |                                                           | Alonso Francisco de Zúñiga y Sotomayor                                   |  |  |  |  |  |  |  |                                                          |
|                 |                                                         |  |                                                           |                                                                          |  |  |  |  |  |  |  |                                                          |
|                 | Leonora de Zuniga y Sotomayor                           |  |                                                           |                                                                          |  |  |  |  |  |  |  |                                                          |
|                 |                                                         |  |                                                           |                                                                          |  |  |  |  |  |  |  |                                                          |
|                 |                                                         |  |                                                           | Doña Teresa de Zúñiga y Guzmán, 3.Duquesa de Béjar, Duquesa de Plasencia |  |  |  |  |  |  |  |                                                          |
|                 |                                                         |  |                                                           |                                                                          |  |  |  |  |  |  |  |                                                          |
|                 | Juan Manuel Pérez de Guzmán, 8th Duke of Medina Sidonia |  |                                                           |                                                                          |  |  |  |  |  |  |  |                                                          |
|                 |                                                         |  |                                                           |                                                                          |  |  |  |  |  |  |  |                                                          |
|                 |                                                         |  |                                                           | Dom Francisco Gomez da Silva, Señor de Chamusco                          |  |  |  |  |  |  |  |                                                          |
|                 |                                                         |  |                                                           |                                                                          |  |  |  |  |  |  |  |                                                          |
|                 | Ruy Gómez de Silva Éboli                                |  |                                                           |                                                                          |  |  |  |  |  |  |  |                                                          |
|                 |                                                         |  |                                                           |                                                                          |  |  |  |  |  |  |  |                                                          |
|                 |                                                         |  |                                                           | Doña Maria de Noroña Meneses                                             |  |  |  |  |  |  |  |                                                          |
|                 |                                                         |  |                                                           |                                                                          |  |  |  |  |  |  |  |                                                          |
|                 | Ana Gómez de Silva y de Mendoza                         |  |                                                           |                                                                          |  |  |  |  |  |  |  |                                                          |
|                 |                                                         |  |                                                           |                                                                          |  |  |  |  |  |  |  |                                                          |
|                 |                                                         |  |                                                           | Diego Hurtado de Mendoza y de la Cerda                                   |  |  |  |  |  |  |  |                                                          |
|                 |                                                         |  |                                                           |                                                                          |  |  |  |  |  |  |  |                                                          |
|                 | Ana de Mendoza z Éboli                                  |  |                                                           |                                                                          |  |  |  |  |  |  |  |                                                          |
|                 |                                                         |  |                                                           |                                                                          |  |  |  |  |  |  |  |                                                          |
|                 |                                                         |  |                                                           | Catalina de Silva y Andrade                                              |  |  |  |  |  |  |  |                                                          |
|                 |                                                         |  |                                                           |                                                                          |  |  |  |  |  |  |  |                                                          |
| Luisa de Guzmán |                                                         |  |                                                           |                                                                          |  |  |  |  |  |  |  |                                                          |
|                 |                                                         |  |                                                           |                                                                          |  |  |  |  |  |  |  |                                                          |
|                 |                                                         |  | Don Luiz de Sandoval Rojas y Enriquez, 3.Marques de Denia |                                                                          |  |  |  |  |  |  |  |                                                          |
|                 |                                                         |  |                                                           |                                                                          |  |  |  |  |  |  |  |                                                          |
|                 | Francisco Gómez de Sandoval y Zúñiga                    |  |                                                           |                                                                          |  |  |  |  |  |  |  |                                                          |
|                 |                                                         |  |                                                           |                                                                          |  |  |  |  |  |  |  |                                                          |
|                 |                                                         |  |                                                           | Doña Catharina de Zúñiga y Enriquez                                      |  |  |  |  |  |  |  |                                                          |
|                 |                                                         |  |                                                           |                                                                          |  |  |  |  |  |  |  |                                                          |
|                 | Francisco Gómez de Sandoval, 1. vévoda z Lermy          |  |                                                           |                                                                          |  |  |  |  |  |  |  |                                                          |
|                 |                                                         |  |                                                           |                                                                          |  |  |  |  |  |  |  |                                                          |
|                 |                                                         |  |                                                           | František Borgia                                                         |  |  |  |  |  |  |  |                                                          |
|                 |                                                         |  |                                                           |                                                                          |  |  |  |  |  |  |  |                                                          |
|                 | Isabel de Borja y Castro                                |  |                                                           |                                                                          |  |  |  |  |  |  |  |                                                          |
|                 |                                                         |  |                                                           |                                                                          |  |  |  |  |  |  |  |                                                          |
|                 |                                                         |  |                                                           | Leonor de Castro Mello y Meneses                                         |  |  |  |  |  |  |  |                                                          |
|                 |                                                         |  |                                                           |                                                                          |  |  |  |  |  |  |  |                                                          |
|                 | Juana de Sandoval                                       |  |                                                           |                                                                          |  |  |  |  |  |  |  |                                                          |
|                 |                                                         |  |                                                           |                                                                          |  |  |  |  |  |  |  |                                                          |
|                 |                                                         |  |                                                           | Juan de la Cerda, 2nd Duke of Medinaceli                                 |  |  |  |  |  |  |  |                                                          |
|                 |                                                         |  |                                                           |                                                                          |  |  |  |  |  |  |  |                                                          |
|                 | Juan de la Cerda, 4. vévoda z Medinaceli                |  |                                                           |                                                                          |  |  |  |  |  |  |  |                                                          |
|                 |                                                         |  |                                                           |                                                                          |  |  |  |  |  |  |  |                                                          |
|                 |                                                         |  |                                                           | Maria de Silva                                                           |  |  |  |  |  |  |  |                                                          |
|                 |                                                         |  |                                                           |                                                                          |  |  |  |  |  |  |  |                                                          |
|                 | Catalina de la Cerda                                    |  |                                                           |                                                                          |  |  |  |  |  |  |  |                                                          |
|                 |                                                         |  |                                                           |                                                                          |  |  |  |  |  |  |  |                                                          |
|                 |                                                         |  |                                                           | Sancho de Noronha, Conde de Odemira                                      |  |  |  |  |  |  |  |                                                          |
|                 |                                                         |  |                                                           |                                                                          |  |  |  |  |  |  |  |                                                          |
|                 | Joana Manuel de Noronha                                 |  |                                                           |                                                                          |  |  |  |  |  |  |  |                                                          |
|                 |                                                         |  |                                                           |                                                                          |  |  |  |  |  |  |  |                                                          |
|                 |                                                         |  |                                                           | Angela de Fabra y Centellas                                              |  |  |  |  |  |  |  |                                                          |
|                 |                                                         |  |                                                           |                                                                          |  |  |  |  |  |  |  |                                                          |